# Ulota eurystoma
Ulota eurystoma är en bladmossart som beskrevs av Noguchi 1939. Ulota eurystoma ingår i släktet ulotor, och familjen Orthotrichaceae. Inga underarter finns listade i Catalogue of Life.